# 王之彥
王之彥（1558年—？），字仲美，號襟渭，直隸大名府濬縣人，民籍，明朝政治人物。

## 生平
萬曆十三年（1585年）乙酉科順天鄉試第七十六名舉人，十四年（1586年）中式丙戌科會試第九十七名，三甲第九十八名進士。礼部观政，授山東寧陽縣知縣。十七年（1589年）丁母易孺人憂還乡。服阕，起补长洲县知县，擢升户部主事，二十四年（1596年）五月丁父忧。三十三年（1605年）任太平府知府。丁忧去任。

## 家族
曾祖王瑤，曾任壽官；祖父王儒，曾任汝王府引禮；父王衣（1525年-1596年），字笥之，號鎮泉，曾任太醫院醫官。母易氏（1526年-1589年）。具慶下。從兄王之言（增廣生）、王之賓（庠生），兄王之佐（武學生）。